# Ali Szer Nizamaddin Nawoi

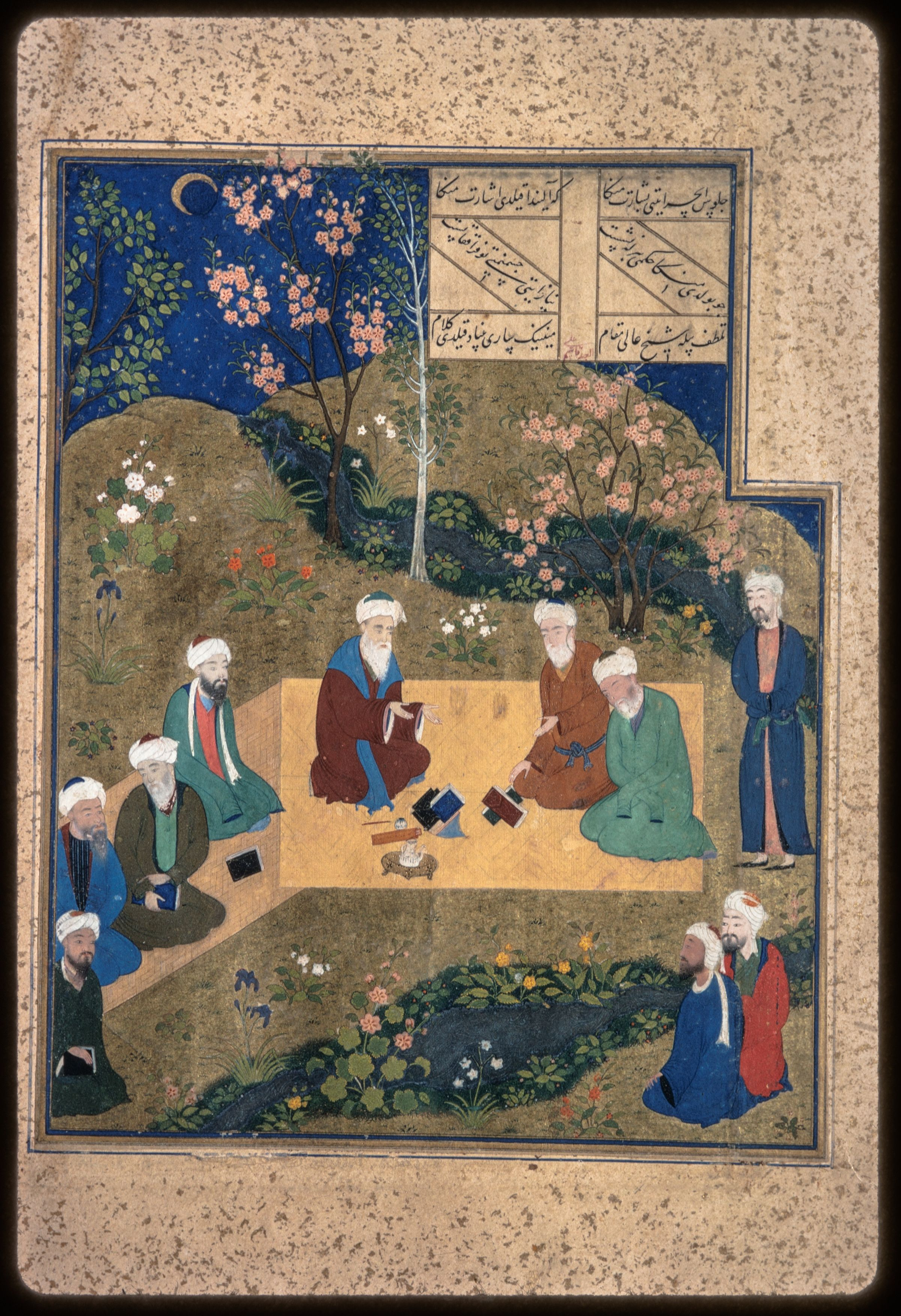
Sufi w ogrodzie, ilustracja do Chamsy autorstwa Ghasema Alego. Herat, ok. 1485. Biblioteka Bodlejańska

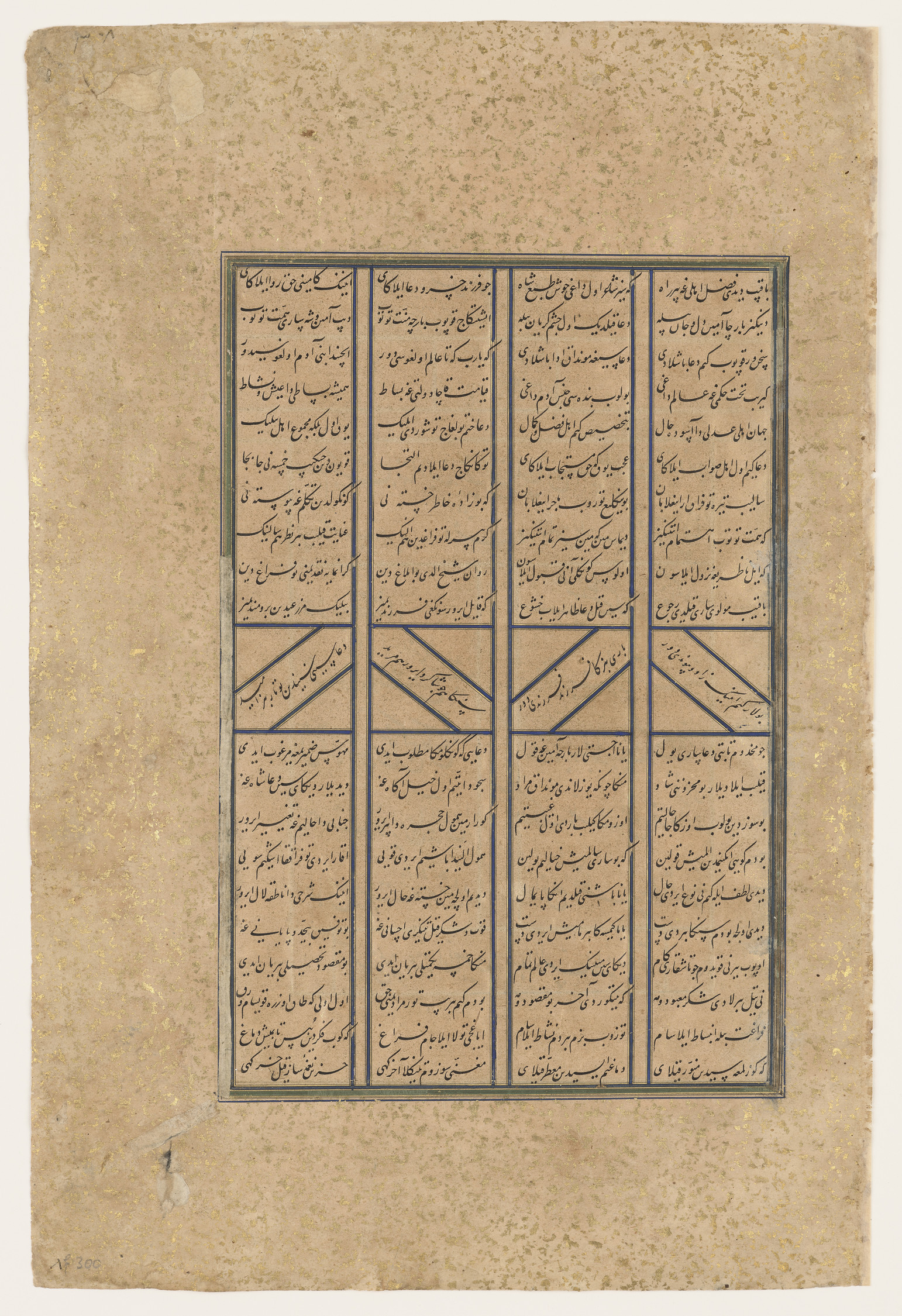
Strona z rękopisu Chamsy przepisanego przez Soltana Alego. Herat, 1492. Royal Collection

Aliszer Nizamaddin Nawoi, Ali Szer Nawoi, właśc. Ali Szir Nawai Nizam ad-Din (ur. 1441 i zm. 1501 w Heracie) – wezyr władcy z dynastii Timurydów Husajna Bajkary i pisarz.
Studiował w Meszhedzie (Iran) i Samarkandzie (Uzbekistan). Żył i tworzył w Heracie na dworze sułtana Husajna Bajkary, gdzie odegrał ważną rolę w życiu politycznym państwa. Był wezyrem, dzięki czemu miał możliwość inicjowania wielu przedsięwzięć kulturalnych. Nawoi był człowiekiem renesansu – konstruował budynki, służył lokalnej władzy politycznej i pisał (głównie poezję) w trzech językach: czagatajskim, perskim i arabskim. 
Aliszer Nawoi interesował się m.in. literaturą, malarstwem, muzyką, architekturą, rozwojem języka, historią. Opiekował się pisarzami i artystami. Pozostawił po sobie cztery Dywany poezji lirycznych oraz Chamsę, tj. pięć poematów romansowo-przygodowych m.in. Lejla i Medżnun, Ferhad i Szirin, Iskendername (Księga o Aleksandrze). Są to utwory samodzielne, charakteryzujące się doskonałością formy i języka. Napisał także traktat o prozodii Mizan ül-Awzan (Miara wagi) oraz Spór dwóch języków (Muhakamat ül-Lugatajn), w którym dowodził, że należy położyć kres panowaniu języka perskiego w literaturze tureckiej.
Aliszer Nawoi tworzył w swym ojczystym języku wschodniotureckim (czagatajskim). Jego twórczość wywarła wielki wpływ na poetę osmańskiego Ahmeda Paszę i poetę azerbejdżańskiego Fuzulego.
Utwory Aliszera Nawoi’a w tłumaczeniu na język polski Tadeusza Chróścielewskiego zamieszczono w zbiorze:
- Poezja uzbecka. Antologia. Wybór Tadeusza Chróścielewskiego. Łódź: Wydawnictwo Łódzkie, 1989, s. 102–156, seria: Poezja Narodów Związku Radzieckiego. ISBN 83-218-0797-6.

Zbiór złotych myśli opublikowano jako:
- Aliszer Nawoi: Aforyzmy. Wybór, wstęp i tłum. Leopold Lewin. Warszawa: Państwowy Instytut Wydawniczy, 1973, seria: Biblioteczka Aforystów. Brak numerów stron w książce

## Upamiętnienie
- Istniejąca w Taszkiencie od 1870 roku biblioteka publiczna w 1948 roku otrzymała imię Ali Szer Nizamaddin Nawoi.12 kwietnia 2002 Rada Ministrów Uzbekistanu przyjęła uchwałę o utworzeniu Biblioteki Narodowej im. Ali Szer Nizamaddina Nawoi[2].